# Gian Galeazzo Sforza
Gian Galeazzo Sforza (20. června 1469, Abbiategrasso – 22. října 1494, Pavia) byl milánský vévoda z rodiny Sforza.

## Biografie

### Původ, mládí
Narodil se jako nejstarší syn ze čtyř dětí milánského vévody Galeazza Marii Sforza (1444–1476) a jeho druhé manželky Bony Savojské (1449–1503), dcery savojského vévody Ludvíka I. (1413–1465) a kyperské princezny Anny (1419–1462).
Dne 26. prosince 1476 byl zavražděn jeho otec (předpokládá se, že za zločinem stál jeho mladší bratr Lodovico Sforza) a chlapec se ve věku let sedmi let po něm stal vévodou milánským. Vládu ovšem převzala jeho matka, která byla 7. ledna následujícího roku ustavena regentkou a vládla s pomocí sekretáře svého zavražděného manžela, Francesca Simonetta. Roku 1481 ji však vypudil mladíkův strýc Lodovico Sforza (zvaný Lodovico il Moro), mladší bratr jeho otce. Gian Galeazzo byl tedy titulárním vévodou milánským, vládu však nikdy v rukou neměl.

### Manželství, potomci
Jeho strýc, aby upevnil alianci mezi milánským vévodstvím a neapolským královstvím, rozhodl oženit mladíka s princeznou Isabelou Aragonskou (1470–1524), dcerou neapolského krále, vnučka krále Alfonsa II.
V prosinci roku 1488 přicestovalo milánské poselstvo v čele s ženichovým bratrem Ermesem do Neapole, kde se 23. prosince uskutečnil obřad per procura (v zastoupení), jak bylo tehdy zvykem. Po Vánocích se vydala Isabela se svou suitou vstříc setkání se svým manželem. Dne 18. ledna 1489 přibyla do Janova, kde si odpočala před cestou do Tortony, kde již na ni čekal Gian Galeazzo. K jejich setkání došlo 24. ledna, 1. února se Isabela vydala do Milána, kde se následujícího dne 2. února roku 1489 uskutečnil svatební obřad.
Manželské soužití nebylo zpočátku zdařilé, Gian Galeazzo se neměl k naplnění manželství. V dubnu roku 1490 se zvěsti o stálém Isabelině panenství donesly na uherský dvůr k její tetě Beatrix Neapolské. Krátce nato se Gian Galeazzo rozhodl žít s manželkou a již v květnu Isabela otěhotněla. Celkem se pak z jejich manželství se narodily čtyři děti, poslední dcerka již jako pohrobek:
- Francesco Maria (30. ledna 1491 – leden 1512), po smrti svého otce v roce 1494 vévoda milánský (1494–1512), zemřel na následky pádu z koně;
- Ippolita Maria (26. ledna 1493–1501), zemřela jako dítě;
- Bona (2. února 1494 – 19. listopadu 1557), jako druhá manželka polského krále Zikmunda I. Starého polská královna a litevská velkokněžna;
- Bianca Maria (únor 1495 – srpen 1496), zemřela jako dítě.

### Smrt, následnictví milánského trůnu
Dne 22. října 1494 Gian Galleazza v 25 letech věku náhle a nečekaně zemřel. Příčina jeho smrti není zcela jasná. V té době se u churavého Gian Galleaza měly objevily opět žaludeční potíže, které vedly až k jeho smrti. Vyrojila se však i řada různých pověstí. Italský historik Francesco Guicciardini ve svém díle La Historia di Italia ve zprávě o Gian Galeazzově smrti píše: Rozšířila se pověst, že jeho smrt byla způsobena nemírným užíváním sexu; vzdor tomu se věřilo po celé Itálii, že nezemřel na nějakou nemoc ani na nezřízenost, ale že byl otráven... jeden z královských lékařů... potvrdil, že měl zjevné příznaky otravy. Nebylo nikoho, kdo by pochyboval, že byl-li otráven, byly za tím intriky jeho strýce Lodovica Mora.
Podle jiných zpráv měl Lodovico il Moro, aby si podržel moc, jíž zbavil nejdříve Gian Galleazzovu matku a posléze jeho samého, naplánovat útok, při němž byl – za součinnosti nejužších přátel – Gian Galeazzo zavražděn mnoha bodnými ranami do hlavy a horní části těla. Mrtvola oběti měla být pochována pod oltářem kostela.
Ať již byla Gain Galeazzova smrt dílem Lodovicovým či ne, není pochyb o tom, že mu přišla velmi vhod. Ještě v den Gain Galeazzovy smrti vznesl Ludovico il Moro nárok na milánskou korunu, pominuv tak nároky čtyřletého Gain Galeazzova syna Francesca Marii jako následníka trůnu. Po Lodovicově pádu po útoku francouzských vojsk roku 1499 nechal francouzský král Ludvík XII. devítiletého prince, jehož popularita mezi obyvateli Milána narůstala, odvézt do Francie, do benediktinského kláštera v Marmoutier u Tours. Francesco Maria se milánského trůnu nikdy neujal; roku 1512 v jedenadvaceti letech zemřel na následky pádu s koně. Milánské vévodství ovládl Ludvík XII.